# Ermanno Dossetti
Ermanno Dossetti (Cavriago, 16 marzo 1915 – Reggio Emilia, 20 febbraio 2008) è stato un antifascista, partigiano e politico italiano.

## Biografia
Fratello di Giuseppe Dossetti, come lui impegnato nella Resistenza italiana, nelle file delle Brigate Fiamme Verdi, comandate da don Domenico Orlandini nome di battaglia "Carlo".

## Dopoguerra
Deputato della Democrazia Cristiana, dal 1963 al 1968. Fondatore e presidente dell'Opera pia orfanotrofi di Reggio Emilia. Insegnante di greco e latino e poi preside del liceo Ariosto di Reggio Emilia, ha avuto tra i suoi alunni, tra gli altri, Paolo e Romano Prodi.

## Vita privata
Sposato con Angiolina Corradini, hanno avuto sei figli in sette anni. Il primogenito viene chiamato anche lui Giuseppe e Giuseppe Dossetti ha scelto di diventare come lo zio sacerdote nell'ottobre 1971. È parroco di San Pellegrino e del Buon Pastore a Reggio Emilia. Due delle quattro figlie sono suore nel vicino monastero della Piccola Famiglia dell'Annunziata, fondato e guidato fino alla morte dal fratello Giuseppe.